# 奇怪噺 花咲一休
『奇怪噺 花咲一休』（きかいばなし はなさかいっきゅう）は、原作：小宮山健太、作画：河田悠冶による日本の漫画作品。『赤マルジャンプ』（集英社）2010年WINTER号に掲載された後、『週刊少年ジャンプ』（集英社）2010年34号に金未来杯の出品作として「奇怪とんち噺 花咲一休」のタイトルで読切版が掲載される。
金未来杯での受賞が決定した後、「奇怪噺 花咲一休」に改題して、同誌にて2011年23号から同年38号まで連載された。話数単位は「第○噺（わ）」。

## あらすじ
昔々、ある寺に頓知が得意な一人の僧がいた。彼の名は一休。彼は頓知問答が好きな化物カルマと共に、苦難にあえぐ全ての人を救うため、「願印」を探す旅に出る。

## 登場人物

### 主要人物
花咲一休（はなさか いっきゅう）
本編の主人公。頓知問答を得意とする少年僧。本人曰く「厚顔無恥かつ無鉄砲な性格」。調子に乗りやすく、ことあるごとに「ドヤ顔」を披露する。
幼い頃から災難に巻き込まれることが多かったらしく、その災難を乗り越えるために頓知が得意になった。
幼少の頃、母親を病で亡くしている。それまでは得意の頓知をひけらかすことを楽しんでいて、彼が住んでいた村でも、その実力は知れ渡っていた。しかし病弱の母親を救うことすら出来なかったため頓知を無意味なものだと思い、以降は自らすすんで披露することは無くなった。
カルマの「願印」の力で世の全ての人を救う「衆生救済」を果たすため、旅に出る。尚「花咲（かしょう）」とは旅に出るにあたり、師匠からもらった道号である。
カルマ
鬼のような顔を持つ化物。頓知問答が好きで、道行く人に問答をかけて楽しんでいた。問答に答えられなかった人間の魂を食い、答えられた人間の願いを何でも叶えるという。
普段は幽霊のように浮いていて、普通の人間には姿が見えない。ただし、本人が姿を見せようと思えば、見せることが出来る。
世の中に散らばった11個の「願印」を集めるため、一休の力を借りようと寺にやってきた。旅の道中でも暇さえあれば一休に頓知問答を仕掛け、一休とコントを繰り広げることが多い。
幸（さち）
天狗族の少女。活発で男勝りな性格。「じょーしきノート」という手帳を携帯しており、人間界の知識を逐一書き込んでいる。語尾に「〜な」をつけて喋る。
見た目に似合わず怪力を持ち、さらに人間離れした高い身体能力を誇る。また意中傀儡（いちゅうくぐつ）という特殊能力を持ち、相手を自分が思ったとおりに動かすことが出来る。
幼い頃に母親を病で亡くしている。「幸」という名はその母にもらったもの。幸にとって自分の名前は形見のような存在であり、天狗族の誰よりも自分の名前に執着していた。
他の天狗族同様、「名もなき」化物に名を奪われ、それ以来何度も化物に勝負を挑み続けてきた。一休とタッグを組んで闘い、名を取り戻すことが出来た。その後恩を返すため、一休とカルマの旅にボディーガードとして同行する。

### 寿限無一派
寿限無（じゅげむ）
法衣に身を包んだ青年。カルマとは旧知の中で、かつて彼と共に旅をしたこともあったという。願印の力で、黒烟病を広めた張本人。
うるさいものが嫌いで、自分の意にそぐわないものは容赦なく殺す。彼の願いは一休が目的とする衆生救済とは対極にあるという。
ヤタガラス
寿限無に仕える少女。片言で喋り、余計なことは話さないため、寿限無からは気に入られている。一休の存在を危惧している。

## 用語
願印（がんいん）
願いを叶える力を持った12個の印。12個揃えばどんな願いでも叶えることができる。元々はカルマが持っていたが、ある事情で11個の世に飛び散ってしまったという。
カルマによれば、願印は既に拾われ、そこには何らかの奇怪と頓知噺が生まれるという。また願印は願荼羅に収めていない状態であれば、色んな者にとり憑き、その者が望む願いや欲望を叶えてしまうという。願印を剥がすにはとり憑いたものと頓知問答を行い、難題を打ち破らなければならない。
願印一つでも願いを叶えることはできるが、その効力は一度きりになってしまう。また、叶えられる願いの度合いも限られる。
空印（くういん）
願いを叶え、その力を失った願印の空の器。12個の願印が全て揃えば復活する。
空印自体に願いを叶える力は無いが、生物にとり憑かせることは可能。
願荼羅（がんだら）
カルマが背中に背負う、願印を収めるための道具。

大願印（だいがんいん）
寿限無が背中に背負う願荼羅。
黒烟病（こくえんびょう）
謎の奇病。感染した者は全身が焼かれたように真っ黒に染まり、やがて死に至る。黒幕は寿限無である。

## 読み切り版
赤マルジャンプ版
『赤マルジャンプ』2010年WINTER号に掲載された。
週刊少年ジャンプ
週刊少年ジャンプ2010年34号に掲載された、第6回金未来杯エントリー作品。

## 書誌情報
- 小宮山健太（原作）、河田悠冶（漫画） 『奇怪噺 花咲一休』 集英社〈ジャンプ・コミックス〉、全2巻
  1. 「斬れる刀」と「斬れない刀」（2011年9月7日第1刷発行、2011年9月2日発売[集 1]、ISBN 978-4-08-870298-8）
  2. 「一休」と「奇怪とんち噺」（2011年11月9日第1刷発行、2011年11月4日発売[集 2]、ISBN 978-4-08-870321-3）